# Artemis Fowl (film)
Artemis Fowl, noto anche come Il super genio del crimine (Artemis Fowl, o anche Artemis Fowl: The Secret World), è un film del 2020 diretto da Kenneth Branagh, la sceneggiatura è co-scritta da Conor McPherson e Hamish McColl.
Molto liberamente ispirato ai primi due libri della omonima saga creata dallo scrittore irlandese Eoin Colfer, il film è prodotto e distribuito da Walt Disney Pictures in collaborazione con TriBeCa Productions.
Il film descrive le avventure di Artemis Fowl II, un bambino prodigio irlandese di 12 anni che si allea con la sua fedele Guardia del corpo, un nano e una fata per salvare suo padre, Artemis Fowl I, rapito da un'altra fata che cerca di recuperare un oggetto di grande potere trafugato dalla famiglia Fowl.
Originariamente destinato ad essere lanciato come franchise da Miramax nel 2001, il film languiva nell'inferno dello sviluppo con diversi scrittori e registi collegati fino a quando Walt Disney Pictures ha acquisito i diritti nel 2013. Branagh è stato assunto nel settembre 2015 e gran parte del cast si è unito nel 2017. Le riprese sono iniziate nel marzo 2018 e si sono svolte in tutta Europa.
Il film ha ricevuto recensioni negative dai critici.

## Trama
Sulla costa dell'Irlanda scende una frenesia mediatica sulla residenza dei Fowl, dove una collezione rubata di cimeli di fama mondiale è legata al ricco uomo d'affari Artemis Fowl. Arrestato nei pressi del maniero, Bombarda Sterro viene interrogato dall'intelligence britannica e afferma che il suo datore di lavoro ha rubato il potente "Aculos". Offrendosi di provare l'esistenza della magia, Bombarda racconta la storia di Artemis Fowl, Jr.
Si risale a tre giorni prima: Artemis, un geniale ragazzino di dodici anni, vive alla residenza dei Fowl con il padre vedovo Artemis Sr., che gli trasmette la sua conoscenza delle fiabe irlandesi. Durante uno dei suoi viaggi d'affari, Artemis Sr. scompare dalla sua barca, la Fowl Star , accusata del furto di numerosi manufatti inestimabili trovati a bordo, e Artemis riceve una chiamata da una figura incappucciata. Quest'ultima tiene prigioniero suo padre e concede ad Artemis tre giorni per recuperare il manufatto magico chiamato Aculos, che Artemis Sr. ha rubato e nascosto. Domovoi "Dom" Leale, la guardia del corpo di Artemis, gli mostra una biblioteca nascosta dove generazioni di Fowl hanno catalogato le prove dell'esistenza di creature magiche.
Nelle profondità terrestri dove si trova Cantuccio - sede di una civiltà segreta di creature fatate - Bombarda (che si rivela essere un nano ladro sovradimensionato), incontra l'agente di ricognizione della polizia degli elementi inferiori (LEP) Spinella Tappo mentre viene portato in prigione. La comandante Julius Tubero invia la forza LEPrecon alla ricerca dell'Aculos scomparso, che rappresenta la più grande risorsa per gli esseri fatati. Polledro, consigliere tecnico centauro della LEPrecon, scopre che una creatura non autorizzata ha raggiunto la superficie. Spinella viene inviata per indagare, nonostante i sospetti nutriti verso di lei poiché si ritiene che suo padre abbia rubato l'Aculos e sia stato ucciso. A Martina Franca, Spinella interviene quando un troll attacca una festa nuziale umana. Usando un "congelamento del tempo", la LEP doma il troll e cancella i ricordi degli umani.
Juliet, nipote dodicenne di Dom, arriva al maniero. Dal diario di suo padre, Artemis apprende che il padre di Spinella ha portato l'Aculos ad Artemis Sr. per tenerlo lontano dalla figura incappucciata, che si rivela essere Opal Koboi, una potente fata che progetta di spazzare via l'umanità. Studiando gli appunti di suo padre, Artemis manda Dom a controllare la Collina di Tara . Spinella, determinata a riscattare il nome di suo padre, disobbedisce agli ordini e vola verso la collina di Tara, dove trova il suo cartellino identificativo, ma viene catturata da Dom e imprigionata nel maniero.
Tubero e un esercito di ufficiali della LEP sigillano la villa in un momento di congelamento, ma Artemis e Dom li combattono usando l'equipaggiamento di Spinella. Artemis chiede l'Aculos in cambio della liberazione di Tappo e proibisce a qualsiasi fata di entrare nella sua casa mentre è vivo. Vincolata da regole fatate, Tubero è costretta a recuperare Bombarda dalla prigione, offrendogli una pena ridotta per infiltrarsi al maniero. Bombarda scava un tunnel che porta nell'edificio e trova la cassaforte nascosta di Artemis Sr. con l'Aculos al suo interno, mentre Artemis libera Spinella in cambio del suo aiuto. Il tenente Briar Brontauro, una spia di Koboi, prende il comando della LEP e rilascia il troll catturato in casa, bloccando tutta la magia al suo interno.
Bombarda ingoia l'Aculos per tenerlo al sicuro, mentre Artemis, Spinella, Juliet e Dom sfuggono al furioso troll, che viene abbattuto quando un lampadario viene fatto schiantare su di lui. Spingendo via Artemis, Dom resta ferito a morte. Contro gli ordini di Brontauro, i compagni ufficiali di Spinella sbloccano la sua magia con cui fa rivivere Dom. Bombarda e l'esercito LEP fuggono mentre il congelamento del tempo crolla; rimasto con l'Aculos, che nessun essere umano può utilizzare, Artemis si rifiuta di dare un'arma così potente a Koboi e Spinella accetta di usarla per salvare il padre di Artemis. Mentre Koboi tenta di uccidere Artemis Sr., Spinella lo chiama al sicuro al maniero dove si ricongiunge felicemente con il figlio.
Riunito con suo figlio, Artemis Sr. dice a Spinella che suo padre ha dato la vita per proteggere l'Aculos, dandole un elenco dei complici di Koboi. Spinella riporta l'Aculos a Cantuccio dove Tubero, di nuovo al comando, la invita a indagare su tutti i nomi della lista. Artemis chiama Koboi con la promessa di seguirla per vendicarsi di ciò che ha fatto e si unisce a suo padre e Dom in un elicottero. L'interrogatore di Bombarda gli offre la libertà in cambio del suo aiuto per catturare Artemis Sr., ma Bombarda rivela che Artemis ha organizzato il suo arresto per dimostrare l'incidente alle autorità, prima di procedere a confermare l'esistenza della magia e il suo status di nano sulla telecamera che ha ripreso l'interrogatorio. Mentre l'interrogatore chiede i rinforzi, l'elicottero dei Fowls libera Bombarda e, raggiunti da Spinella, volano verso la loro prossima missione.

## Personaggi
- Artemis Fowl II, interpretato da Ferdia Shaw: una mente criminale umana di 12 anni, con un'intelligenza eccezionalmente elevata.
- Spinella Tappo (Holly Short), interpretata da Lara McDonnell: un ufficiale di ricognizione elfica di 84 anni della Libera Eroica Polizia (Lower Elements Police) (LEPrecon), che Artemis rapisce per essere riscattata.
- Bombarda Sterro (Mulch Diggums), interpretato da Josh Gad: un ladro gentiluomo, appartenente alla specie dei nani, ma gigante, inizialmente viene imprigionato per dei crimini, ma viene liberato quando accetta di lavorare per il LEP.
- Juliet Butler, interpretata da Tamara Smart: nipote dodicenne e la protetta di Domovoi e migliore amica di Artemis.
- Domovoi "Dom" Leale (Domovoi "Dom" Butler), interpretato da Nonso Anozie: fidato servitore e guardia del corpo di Artemis, la cui famiglia ha servito i Fowl per generazioni.
- Artemis Fowl I, interpretato da Colin Farrell: il padre assente di Artemis e la mente criminale.
- Comandante Julius Tubero (Julius Root), interpretata da Judi Dench: ufficiale al comando di 802 anni di Spinella nella LEP.
- Opal Koboi, doppiata in originale da Hong Chau (non accreditata): una pixie di Ho Chi Minh City che rapisce il padre di Artemis. Chau interpreta fisicamente Koboi in una scena eliminata. Emily Brockmann, Jessica Rhodes e Charlie Cameron interpretano fisicamente Koboi che si affaccia sul vecchio rapito Fowl, accreditato come "Figura femminile ombresia" ("Shadowy Female Figure").
- Polledro (Foaly), interpretato da Nikesh Patel: un centauro e consulente tecnico della divisione LEPrecon.
- Briar Brontauro (Briar Cudgeon), interpretato da Joshua McGuire: tenente assetato di potere nella LEP.
- Grana Algonzo (Trouble Kelp), interpretato da Chi-Lin Nim:un capitano della LEP.
- Brucolo Algonzo (Grub Kelp), interpretato da Lewy Xing : un caporale della LEP.
- Capo Goblin, interpretato da Adrian Scarborough.
- Sergente Goblin, interpretato da Vincenzo Nicoli.
- Tenente Goblin, interpretato da Conor MacNeill.
- Troll, interpretato da Adam Basil e Taylor James.
- Uomo italiano, interpretato da William Moseley.

Miranda Raison e Laurence Kinlan, in scene che sono state filmate ma non utilizzate, hanno interpretato rispettivamente Angeline Fowl, la madre deceduta di Artemis, e Coral Tappo (Beachwood Short), il padre deceduto di Spinella ed ex membro della LEP. L'autore di Artemis Fowl, Eoin Colfer, ha anche filmato un cameo come extra.

## Produzione

### Sviluppo
Nel 2001 erano stati annunciati i piani per un adattamento cinematografico della serie. La Miramax era stata nominata come acquirente dei diritti cinematografici, e Lawrence Guterman era stato scelto come regista, e Jeff Stockwell come sceneggiatore. Nel 2003 Eoin Colfer annunciava una sceneggiatura completata, e che il casting sarebbe dovuto iniziare lo stesso anno, ma espresse scetticismo sulla possibilità che ciò accadesse o meno. Il film rimase in sviluppo, e, si presuppose fosse ancora in un inferno dello sviluppo fino al 2011, quando fu riferito che Jim Sheridan era interessato alla regia, con Saoirse Ronan come Spinella Tappo.
Nel luglio 2013, la Walt Disney Pictures annunciava la realizzazione di un film su Artemis Fowl incentrato sugli eventi del primo e del secondo romanzo della serie, e, che sarebbe stato prodotto dalla Disney e dalla The Weinstein Company, con la sceneggiatura affidata a Michael Goldenberg. Robert De Niro e Jane Rosenthal firmarono il progetto come produttori esecutivi.
Il 1º settembre 2015 Variety riferiva che Kenneth Branagh era stato assunto per dirigere il film per la Disney, il drammaturgo irlandese Conor McPherson come sceneggiatore e Judy Hofflund come produttore esecutivo. Il 12 settembre 2017 Disney annunciava che l'adattamento cinematografico sarebbe stato rilasciato il 9 agosto 2019. Il mese seguente Disney rimosse Harvey Weinstein come produttore del film e terminò la sua partnership di produzione con The Weinstein Company a seguito di uno scandalo per molestie sessuali che coinvolse Weinstein. Colfer ha dichiarato di sostenere i cambiamenti rispetto al materiale originale del film.

### Cast
Il 18 settembre 2017 viene annunciato che Judi Dench era in trattativa per un ruolo non specificato. Il 20 dicembre 2017 venne annunciato che il ruolo di Artemis Fowl era stato affidato all'emergente attore irlandese Ferdia Shaw (nipote di Robert Shaw), insieme a Judi Dench nel ruolo del Comandante Tubero, Josh Gad nel ruolo di Bombarda Sterro, Lara McDonnell nel ruolo di Spinella Tappo e Nonso Anozie nel ruolo di Domovoi Leale. Colin Farrell è stato rivelato come parte del cast come Artemis Fowl I via riprese attraverso l'uscita del secondo trailer nel marzo 2020.
L'interpretazione di McDonnell come Spinella Tappo ha portato accuse di whitewashing, dato che il personaggio della serie di libri è descritta come avere la pelle marrone scuro con una carnagione caffè, mentre allo stesso modo l'interpretazione di Anozie come Domovoi Leale è stata criticata per il personaggio descritto come eurasiatico che può essere giapponese e russo nella serie di libri e perché la descrizione fisica del personaggio di spaventare chiunque alla sua presenza, assieme alla sua storia passata, della sua famiglia che ha servito la famiglia Fowl per secoli e, inoltre l'interpretazione di Anozie, è stata vista come l'incarnazione di diversi stereotipi degli afroamericani, in particolare "uomo nero spaventoso" e "servo nero".
L'autore Eoin Colfer ha filmato un cameo come comparsa. Descrivendo la sua unica scena, girata nell'Irlanda del Nord, Colfer ha dichiarato: "Ho attraversato un campo con molte altre persone. Non era troppo faticoso, anche se sono riuscito a sbagliarlo alcune volte. L'unica indicazione che hanno dato era: "Cammina attraverso il campo e non guardare la telecamera." Devo aver guardato la telecamera circa 20 volte. Ho un nuovo rispetto per gli attori".

### Riprese
Il 12 marzo 2018 è stato annunciato il resto del cast (inclusa Nikesh Patel come Polledro) come inizio della produzione principale. Il film è stato girato ai Longcross Studios ed in Inghilterra, Irlanda del Nord e Ho Chi Minh, oltre che in Italia e Scozia.

## Promozione
Il primo teaser trailer del film è stato pubblicato il 27 novembre 2018. Il trailer ufficiale è stato pubblicato il 2 marzo 2020.

## Distribuzione
La pellicola era inizialmente prevista per l'uscita cinematografica il 9 agosto 2019 negli Stati Uniti e per il 20 settembre in Italia; tuttavia il 7 maggio 2019 la Disney ha rinviato l'uscita nelle sale cinematografiche statunitensi a partire dal 29 maggio 2020 e in quelle italiane dal 27 maggio. Successivamente, il 3 aprile 2020 a causa della pandemia di Coronavirus la Disney decise di annullare l'uscita cinematografica, è stato deciso di distribuirlo in esclusiva su Disney+ dal 12 giugno 2020.
Secondo Vulture, la Disney che sposta il film direttamente in streaming è stata vista come "la condanna a morte di Artemis come franchising cinematografico" dagli esperti del settore, perché "le entrate derivanti dalla sottoscrizione della piattaforma [sono] incapaci di generare un ritorno sugli investimenti che giustificherebbe il budget da 125 milioni di dollari".

## Accoglienza
Il film è stato accolto in modo negativo da parte della critica. Il sito aggregatore di recensioni Rotten Tomatoes riporta che solo l'8% delle 175 recensioni professionali ha dato un giudizio positivo, con un voto medio di 3,60 su 10. Il consenso critico del sito recita: "Un aspirante inizio di un franchise che farà arrabbiare i fan del materiale originale e lascerà confusi i nuovi arrivati, Artemis Fowl è frustrantemente incapace di volare." Su Metacritic il film detiene un punteggio medio di 31 su 100, basato sul parere di 33 critici, indicando "recensioni generalmente sfavorevoli".
Sandie Angulo Chen di Common Sense Media ha dato al film 3 stelle su 5 e ha riassunto il film come "Il fantasy basato sui libri ha un cast forte, pericolo, trama densa" e "alla fine la storia mostra il valore del coraggio, del lavoro di squadra e non fare supposizioni sugli altri".
Comic Book Resources ha scritto che i critici stavano "facendo esplodere il film per non essere abbastanza divertente e [per] una cattiva esecuzione". Kate Erbland di IndieWire ha dato al film una "D+" e ha osservato che al film mancava "una star efficace, di buoni effetti, di coerenza generale e qualsiasi senso di magia reale", scrivendo: "Prendendo serie libertà dai primi due libri della serie - tanto meglio snellire una trama fitta, una delle poche e buone scelte creative che sono state prese nella realizzazione del film - Conor McPherson e la sceneggiatura di Hamish McColl alla fine trasformano una storia contorta in un nulla." Peter Debruge di Variety ha affermato che il film sembra "tortuosamente lungo a soli 93 minuti" e che "abbiamo un film con un eroe vagamente definito, un cattivo ancora più vago e un sacco di cose che volano sullo schermo, al servizio di uno di quei finali che suggeriscono che abbiamo appena visto la storia delle origini di un personaggio di cui non avremo mai più notizie". David Rooney di The Hollywood Reporter ha scritto: "questa avventura fantasy ad alto budget della Disney è impegnativa ed estenuante".
Scott Mendelson lo ha definito uno dei peggiori adattamenti per Giovani adulti (YA) di sempre.

## Curiosità
La scena nuziale umana, dove Spinella compie la sua missione, non è ambientata nella città pugliese di Martina Franca, come menzionato, bensì nel famoso borgo di San Gimignano in Toscana.

## Riconoscimenti
- 2021 – Young Artist Award[43]
  - Candidato - Migliore interpretazione in un film in streaming (per adolescenti) a Ferdia Shaw